# Åke Borg
Pour les articles homonymes, voir Borg.
Åke Borg, né le 18 août 1901 à Stockholm et mort le 6 juin 1973 à Stockholm, est un nageur suédois. Il est le frère jumeau de Arne Borg.

## Jeux olympiques
- Jeux olympiques d'été de 1924 à Paris 
  -  Médaille de bronze en relais 4 × 200 m nage libre.

## Championnats d'Europe
- Championnats d'Europe 1926 à Budapest 
  -  Médaille de bronze en relais 4 × 200 m nage libre.
- Championnats d'Europe 1927 à Bologne 
  -  Médaille d'argent en relais 4 × 200 m nage libre.